# Neuromito de la decapitación
El neuromito de la decapitación es la falsa creencia de que la cabeza sigue viva unos minutos después de haber sido separada del cuerpo.  Este mito postula que si nos cortan la cabeza podemos continuar pensado hasta 30 segundos después de morir. Algunas serpientes, por ejemplo, pueden continuar atacando luego de ser decapitadas, pero morder es un acto reflejo en la serpiente sin que el cerebro haya enviado ninguna señal. Además, esta creencia no cuenta con bibliografía seria que atestigüe su veracidad, ya que una vez separada la cabeza del cuerpo y cortarse los vasos sanguíneos que suministran oxígeno a través del cuello a la cabeza, el cerebro dejan de recibir sangre y oxígeno por lo que no puede seguir funcionando.

## Origen
El concepto de neuromito se utiliza en  relación a falsas creencias o malas interpretaciones con respecto a los hechos neurocientíficos. Es un término atribuido al neurocirujano inglés Alan Crockard, quien lo empleó en la década de 1980 para dar cuenta de aquellas ideas no científicas sobre el cerebro prevalentes en la cultura médica (Howard-Jones, 2014). El término se generalizó desde 2002 a partir de su utilización por el Proyecto Cerebro y Aprendizaje de la Organización para la Cooperación y el Desarrollo Económicos (OCDE), que lo asignó al conjunto de ideas erróneas acerca del funcionamiento cerebral y los procesos mentales originadas en «un malentendido, una mala interpretación y, en algunos casos, una manipulación deliberada de hechos científicos para hacerlos relevantes para el campo educativo u
otros contextos».
El neuromito de la decapitación sostiene que se tiene consciencia algunos segundos después de haberse desprendido la cabeza del cuerpo.
Este mito existe desde el siglo XVIII y postula que si nos cortan la cabeza podemos continuar pensado hasta 30 segundos después de morir.
Tiene su origen en relatos sobre la guillotina francesa. Ha llegado a decirse que un estudio de la Universidad de Radboud Nijmegen ha descubierto mediante electroencefalografías que el cerebro se mantiene consiente después de una decapitación. Supuestamente, Charlotte Corday, después de ser decapitada , en 1793, miró a su verdugo con cara de enojada. Un tal Henri Laguille habría abierto y cerrado los ojos un par de veces luego de perder su cabeza en 1905.
El neurólogo Jean Baptiste Vincent Laborde habría investigado, durante la revolución francesa, durante cuánto tiempo es consciente nuestro cerebro tras ser decapitado, conectando cabezas humanas cortadas al sistema circulatorio de un perro vivo.
El biólogo Francis Crick creía que si había actividad eléctrica significaba que el sujeto estaba consciente y supuestamente encontró actividad eléctrica en el cerebro de ratas decapitadas hasta 4 segundos después de cortarles la cabeza.
Clementina M. van. Rijn, Hans Krijnen, Saskia Menting-Hermeling y Anton M. L. Coenen encontraron probable que la conciencia desaparezca en segundos después de la decapitación y que aproximadamente un minuto después de la decapitación aparece la última frontera entre la vida y la muerte.

## Algunos casos
Existe el mito de que Ana Bolena intentó hablar después de ser decapitada.
Se ha escrito que las gallinas caminan hasta 29 segundos después de su decapitación. El anatomista Brown-Séquard escribió un artículo intitulado Yo decapité un perro en el cual supuestamente relataba que los movimientos voluntarios podían ser inducidos hasta ocho minutos después de la decapitación del perro.
El caso de Mike, el gallo que continuó viviendo varios meses después de haber perdido su cabeza, se debió a que había quedado un poco de su cerebro todavía trabajando en la parte superior del cuello, aunque no se veía.

## Fisiología
Algunas serpientes, por ejemplo, pueden continuar atacando luego de ser decapitadas, pero morder es un acto reflejo en la serpiente sin que el cerebro haya enviado ninguna señal.
Las inquietudes acerca del momento de la inactividad electrocerebral en relación con el cese de la función circulatoria sería un dato importante a la hora de decidir una donación de órganos después de la muerte cardiocirculatoria. Lo más común es que la inactividad del electroencefalograma preceda a la inactividad del electrocardiograma.
Es por eso que la ciencia considera que el paciente está muerto cuando hay inactividad cerebral, aunque su corazón pudiera seguir latiendo unos minutos después.
Sin embargo, ninguno de estos mitos cuentan con bibliografía seria que los atestigue. Una vez separada la cabeza del cuerpo, al cortarse los vasos sanguíneos que suministran oxígeno a través del cuello a la cabeza, el cerebro y todas las estructuras que dependen de él dejan de recibir sangre y oxígeno por lo que no pueden seguir funcionando. Lo supuestos movimientos faciales de los decapitados podrían haber estado relacionados con los espasmos y reflejos ocasionados por los músculos faciales sin intervención de la consciencia.